# Rhinocosmetus nasicornis
Espèce
Rhinocosmetus nasicornis est une espèce d'araignées aranéomorphes de la famille des Theridiidae.

## Distribution
Cette espèce est endémique du Sabah en Malaisie,. Elle se rencontre dans le Banjaran Crocker.

## Description
Le mâle holotype mesure 2,97 mm et la femelle paratype 2,10 mm, les mâles mesurent de 2,40 à 2,97 mm et les femelles de 1,80 à 2,30 mm.

## Systématique et taxinomie
Cette espèce a été décrite par Vanuytven, Jocqué et Deeleman-Reinhold en 2024.

## Publication originale
- Vanuytven, Jocqué & Deeleman-Reinhold, 2024 : « Two new theridiid genera from Southeast Asia (Araneae: Theridiidae, Argyrodinae): males with a nose for courtship. » Journal of the Belgian Arachnological Society, vol. 39, no 1, supplement, p. 1-96.